# Protein-DNA-Interaktion

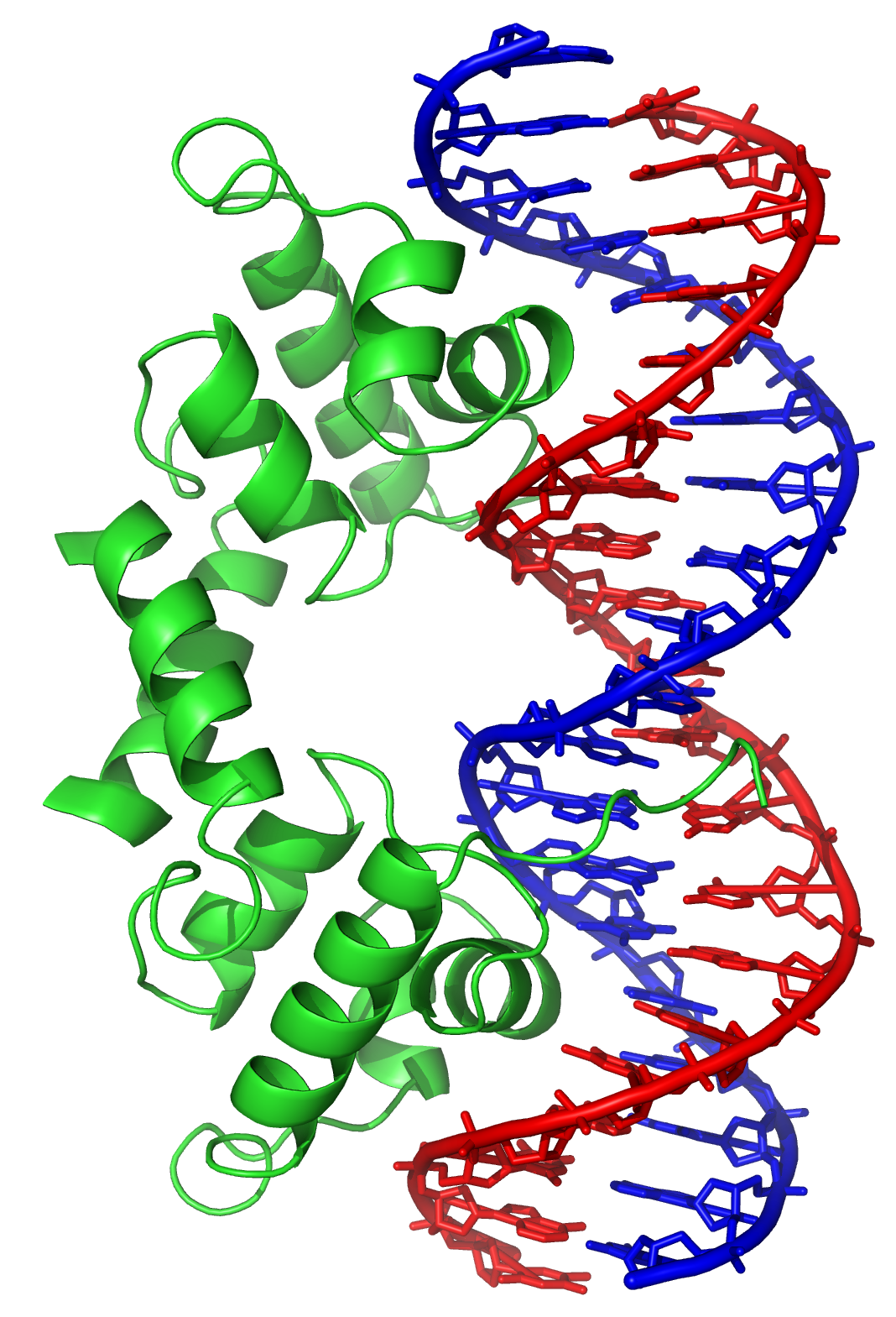
Der Lambda-Repressor an die DNA-Sequenz des Lambda-Operators gebunden.

Eine Protein-DNA-Interaktion bezeichnet eine Bindung von einem Protein an DNA. Dadurch werden verschiedene Prozesse der DNA-Replikation, der Genexpression und der Epigenetik gesteuert.

## Eigenschaften
Proteine, die eine Wechselwirkung mit DNA eingehen, werden als DNA-bindende Proteine bezeichnet, z. B. Proteine der DNA-Biosynthese, Transkriptionsfaktoren, DNA-modifizierende Enzyme oder Proteine der DNA-Reparatur. Meistens erfolgt eine Bindung an die große Furche von B-DNA.
Die Interaktionen können in sequenzspezifische und sequenzunabhängige Protein-DNA-Interaktionen eingeteilt werden. Zu den DNA-bindenden Proteinen, deren Sequenzspezifität im Zuge eines Proteindesigns gezielt verändert werden, gehören z. B. die Zinkfingernukleasen oder die Transcription activator-like effector nucleases (TALEN).
Analog definierte Interaktionen sind z. B. Protein-Lipid-Interaktionen, Protein-RNA-Interaktionen und Protein-Protein-Interaktionen.

## Nachweisverfahren
Verschiedene Methoden können zur Charakterisierung (DNA-Sequenz, DNA-bindende Proteine) verwendet werden. Dazu gehören unter anderem die Ligandenbindungstests zur Bestimmung der Affinität, wie der Filterbindungstest und der Electrophoretic Mobility Shift Assay, die Elektronenmikroskopie, die ChIP, die ChIP-on-Chip, die ChIP-Seq, der DNase Footprinting Assay, die Oberflächenplasmonenresonanzspektroskopie, das Yeast-One-Hybrid-System (Y1H), das Bacterial-One-Hybrid-System (B1H) und das DamID. Der Southwestern Blot erlaubt mit Hilfe spezifischer markierter DNA den Nachweis von DNA-bindenden Proteinen die zuvor durch eine SDS-PAGE aufgetrennt wurden. Daneben kann eine Strukturaufklärung per Röntgenstrukturanalyse oder per NMR-Spektroskopie erfolgen.